# Bonuelh
Bonneuil és un municipi francès, situat al departament de l'Indre i a la regió de Centre – Vall del Loira. L'any 2007 tenia 88 habitants.

## Demografia

### Població
El 2007 la població de fet de Bonneuil era de 88 persones. Hi havia 40 famílies, de les quals 8 eren unipersonals (8 homes vivint sols), 24 parelles sense fills i 8 parelles amb fills.
La població ha evolucionat segons el següent gràfic:
Habitants censats

### Habitatges
El 2007 hi havia 78 habitatges, 40 eren l'habitatge principal de la família, 23 eren segones residències i 15 estaven desocupats. Tots els 77 habitatges eren cases. Dels 40 habitatges principals, 31 estaven ocupats pels seus propietaris i 10 estaven llogats i ocupats pels llogaters; 1 tenia una cambra, 1 en tenia dues, 8 en tenien tres, 12 en tenien quatre i 19 en tenien cinc o més. 38 habitatges disposaven pel capbaix d'una plaça de pàrquing. A 25 habitatges hi havia un automòbil i a 13 n'hi havia dos o més.

## Economia
El 2007 la població en edat de treballar era de 54 persones, 32 eren actives i 22 eren inactives. De les 32 persones actives 28 estaven ocupades (18 homes i 10 dones) i 4 estaven aturades (1 home i 3 dones). De les 22 persones inactives 13 estaven jubilades, 3 estaven estudiant i 6 estaven classificades com a «altres inactius».
Activitats econòmiques
Dels 5 establiments que hi havia el 2007, 2 eren d'empreses extractives, 1 d'una empresa de construcció, 1 d'una empresa de comerç i reparació d'automòbils i 1 d'una entitat de l'administració pública.
Dels 3 establiments de servei als particulars que hi havia el 2009, 1 era un taller de reparació d'automòbils i de material agrícola i 2 paletes.
L'any 2000 a Bonneuil hi havia 5 explotacions agrícoles que ocupaven un total de 745 hectàrees.

## Poblacions més properes
El següent diagrama mostra les poblacions més properes.